# Rio Eliseni
O Rio Eliseni é um rio da Romênia, afluente do Târnava Mare, localizado no distrito de Harghita,

Mureş.